# 新町通

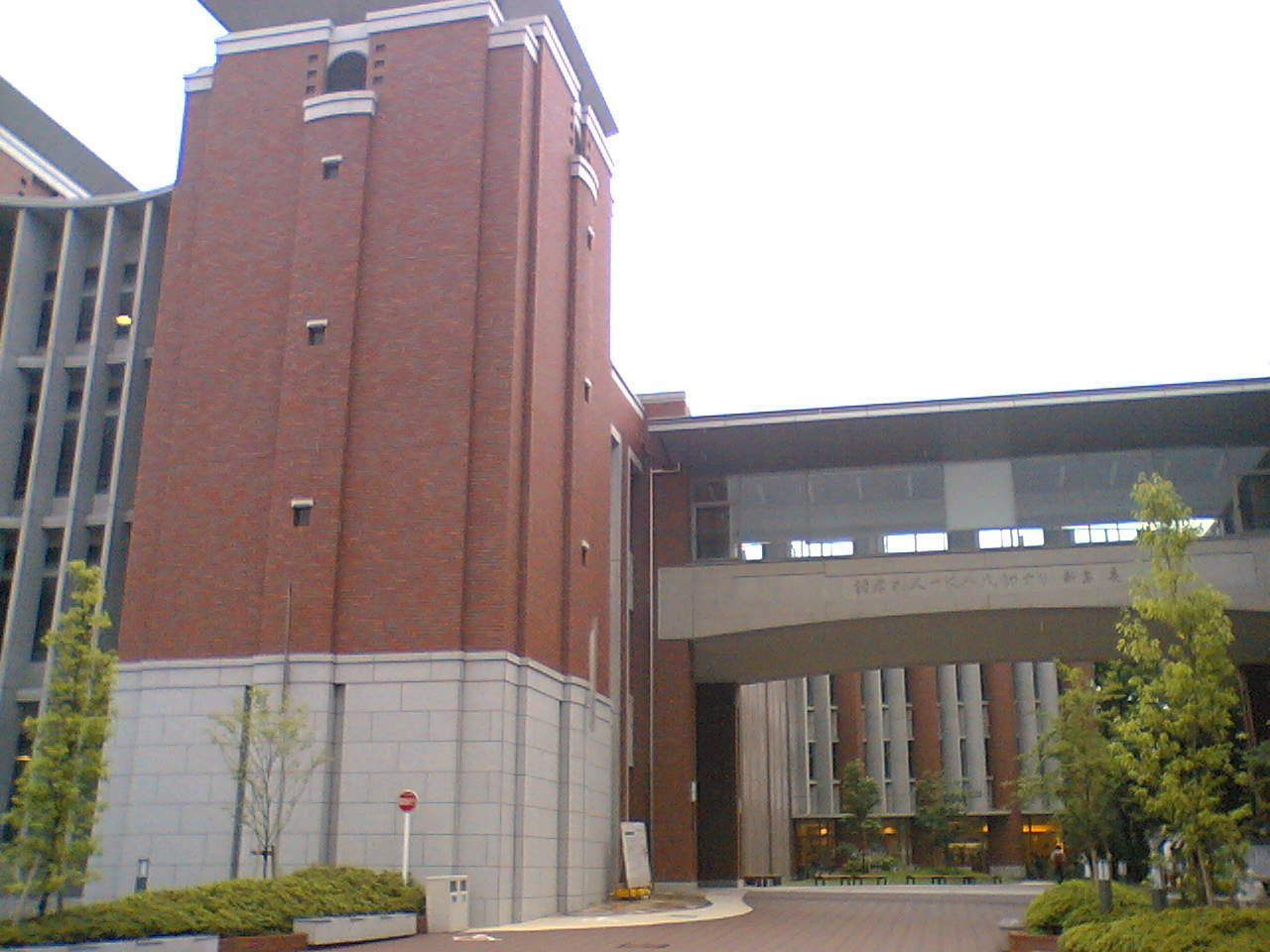
同志社大学新町キャンパス

新町通（しんまちどおり）は京都市の南北の通りの一つ。

## 概要
北は玄以通から、南は京都駅で分断されるが、久世橋通の南（京阪バス洛南営業所付近）まで延びている。
平安京の町小路（町口小路・町尻小路）にあたる。
町小路から新町通に名前が変わった理由ははっきりしないが、その時期は、およそ元亀の頃から天正初年頃の1570年代前半と推定されている。
京都府庁の東側と東本願寺の西側を通っている。御池通から五条通までは北行き一方通行、五条通から七条通までと八条通から十条通までは南行き一方通行である。
祇園祭で、御池通を西に進む山鉾が左折して新町通を下がり、それぞれの鉾町に帰っていく、巡行の最後の経路にあたっている。そのため、通の上を横断する電線が張られていない。
寺之内通から下立売通に掛けては、第二次世界大戦中建物疎開が行われ、その結果、拡幅された今の形となっている。なお、上立売通から北については新町通が筋違いになっているため、別の部分が拡幅されている。地元では、拡幅されたこの通りを新新町通（しん・しんまちどおり）と呼ぶこともある。

## 沿道の主な施設
- 上賀茂橋
- 京都市北区役所
- 京都教育大学附属京都小中学校
- 同志社大学新町キャンパス
- 三時知恩寺（入江御所）
- カトリック西陣聖ヨゼフ教会
- 京都府庁・京都府警察本部
- 京都地方検察庁・京都地方法務局
- 文化庁
- 京都第二赤十字病院
- 池坊短期大学
- 東本願寺
- 京都中央郵便局
- 都ホテル 京都八条
- 京都市営バス九条営業所
- 任天堂本社
- 京阪バス洛南営業所